# Детант
Детант (од француске речи, Détente - попуштање) је појам који се користи за раздобље генералног побољшања односа између Сједињених Држава и Совјетског Савеза током 1970-их. У Совјетском Савезу, Детант је био познат под појмом разрядка (попуштање напетости).
Раздобље Детанта окарактерисао је низ споразума попут САЛТ-а I, САЛТ-а II и Хелсиншког споразума. САЛТ I означио је заустављање производње нуклеарног оружја у САД и Совјетском Савезу. Такође је између Вашингтона и Москве успостављена брза телефонска линија, тзв. црвени телефон, у случају да обе земље могу брзо успоставити контакт у случају критичне ситуације било где у свету. Хелсиншки споразум тицао се поштовања људских права у Европи.
Детант је окончан након интервенције Совјетског Савеза у Авганистану. Последица тога био је амерички бојкот Олимпијских игара у Москви 1980. године. Избор Роналда Регана за председника САД 1981, означио је коначан крај Детанта и почетак тзв. Другог Хладног рата.